# Noah Webster
Noah Webster (West Hartford, 16 de outubro de 1758 – New Haven, 28 de maio de 1843) foi um lexicógrafo americano, escritor, autor de uma reforma ortográfica da língua inglesa, entusiasta da palavra e editor. Foi denominado "Pai da educação e da escolaridade americanas". Seu livros Blue-Backed Speller foram usados para ensinar ortografia e leitura a cinco gerações de crianças americanas. Nos Estados Unidos, seu nome tornou-se sinônimo de dicionários, especialmente o moderno "Merriam-Webster", cuja primeira edição foi em 1828 como An American Dictionary of the English Language.

## Biografia
Noah Webster nasceu em 16 de outubro de de 1758 em West Hartford, Connecticut, em uma família que vivia nesse estado desde os tempos coloniais. Seu pai, Noah, Sr. (1722-1813), era fazendeiro, descendente do governador John Webster; sua mãe, Mercy (nascida Steele; m. 1794), era descendente do governador William Bradford da colônia de Plymouth. Teve dois irmãos: Abraham (1751-1831) e Charles (n. 1762).
Aos 16 anos, Noah começou a frequentar a Universidade Yale. Seus quatro anos em Yale coincidiram parcialmente com a Guerra da Independência Americana e, por causa dos racionamentos de alimentos, muitas de suas aulas aconteceram em Glastonbury, Connecticut. Durante a Revolução, ele serviu na milícia de Connecticut. 
Tendo se graduado em 1778, Webster quis prosseguir nos estudos para obter o diploma em Direito. Ele ministrou aulas em Glastonbury, Hartford e West Hartford para poder pagar seus estudos. Ele obteve o diploma de Direito em 1781, mas não exerceu a prática jurídica antes de 1789.
Webster casou-se com Rebecca Greenleaf (1766-1847) em 26 de outubro de 1789 em New Haven, Connecticut. Eles tiveram oito filhos: Emily Schotten (1790-1861), que se casou com William W. Ellsworth, indicado por Webster como responsável pela execução de seu testamento, Emily, filha de Emily Webster e William Ellsworth, casou-se com o reverendo Abner Jackson, que se tornou presidente do Trinity College em Hartford e do Hobart College no estado de Nova Iorque; Frances Julianna (1793-1869); Harriet (1797-1844); Mary (1799-1819); William Greenleaf (1801-1869); Eliza (1803-1888); Henry (1806-1807) e Louisa (n. 1808). Webster gostava de carregar consigo passas e doces no bolso para a alegria de seus filhos. 
Bem-casado, Webster juntou-se à elite de Hartford, ainda que não tivesse muito dinheiro. Em 1793, Alexander Hamilton emprestou-lhe US$ 1 500 para que ele se mudasse para Nova Iorque para editar um jornal federalista. Em dezembro, ele fundou o primeiro diário novaiorquino, American Minerva (mais tarde conhecido como The Commercial Advertiser) e foi o seu editor por quatro anos.
Por décadas, ele foi um dos mais prolíficos autores da nova nação, publicando livros didáticos, ensaios políticos para o partido Federalista e artigos de jornal em uma frequência memorável (uma compilação moderna de seus textos publicados teve 655 páginas).
Os Websters retornaram a New Haven em 1798. Ele então foi deputado estadual por Connecticut em 1800 e entre 1802 e 1807. Ele está enterrado no Cemitério de Grove Street.

## Livros didáticos e dicionário
Como professor, ele começou a não gostar das escolas primárias americanas, que costumavam ter salas de aula lotadas, algo como 70 crianças de todas as idades espremidas em lugares com apenas uma sala de aula, com pessoal fraco e professores maltreinados, mal-equipadas, sem carteiras e com livros didáticos que vinham da Inglaterra. Webster julgou que os americanos devessem aprender em livros americanos, então começou a escrever um compêndio em três volumes, A Grammatical Institute of the English Language. O trabalho consistia em uma parte ortográfica (publicada em 1783), uma gramática (publicada em 1784) e em um livro de leitura (publicado em 1785). Seu objetivo era prover uma abordagem americana na educação das crianças. Sua melhora notável, ele dizia, era resgatar "nossa língua nativa" do "clamor do pedantismo" que envolvia a gramática inglesa e a sua pronúncia. Ele reclamava que a língua inglesa havia sido corrompida pela aristocracia da Inglaterra, que impôs seu próprio padrão de ortografia e de ortoépia. Webster rejeitava a noção de que o estudo do grego clássico e da língua latina devessem preceder o estudo da gramática inglesa. O padrão apropriado para a língua americana, dizia Webster, estava, "nos mesmos princípios que regiam as constituições civil e eclesiástica americanas", o que significava que as pessoas deviam ter um controle maior sobre a língua; a soberania popular no governo devia ser acompanhada pelo uso popular na língua. 
A parte de ortografia foi organizada de modo que pudesse ser facilmente ensinada às crianças, de modo que elas progredissem pela idade. Valendo-se de sua experiência como professor, Webster elaborou essa parte de uma forma que fosse mais simples e construiu uma forma ordenada de apresentação das palavras e das regras ortográficas e de pronúncia. Ele acreditava que os estudantes aprenderiam mais prontamente quando quebrasse um problema complexo em partes menores, de modo que cada aluno dominasse uma parte antes de partir para a próxima. Ellis argumenta que Webster antecipou alguns pontos da teoria de desenvolvimento cognitivo associada a Jean Piaget. Webster dizia que as crianças deviam passar por fases distintas de aprendizagem, nas quais elas progressivamente dominariam em sequência crescente a capacidade de realizar tarefas complexas ou abstratas. Além disso, os professores não deviam tentar ensinar crianças de três anos a ler; não deviam fazê-lo antes dos cinco. Ele organizou a parte de ortografia começando com o alfabeto e passando sistematicamente pelos diferentes sons de vogais e consoantes, então as sílabas, depois as palavras simples, em seguida palavras mais complexas, e por fim frases.
Essa parte foi originalmente intitulada The First Part of the Grammatical Institute of the English Language. Ao longo das 385 edições durante a vida de Webster, o título foi mudado em 1786 para The American Spelling Book e novamente em 1829 para The Elementary Spelling Book. Muitas pessoas o chamavam "Blue-Backed Speller" em função da cor azul de sua capa e pelos 100 anos seguintes, o livro de Webster ensinou crianças a ler, soletrar e a pronunciar palavras. Foi o livro americano mais popular de seu tempo; em 1861, era vendido à base de um milhão de cópias anuais, e seu royalty de menos de um centavo de dólar em cada cópia foram o bastante para permitir a Webster realizar seus outros projetos. Alguns consideram-no o primeiro dicionário criado nos Estados Unidos, além de ter favorecido a criação de concursos de soletração. 
Lentamente, ele mudou a grafia de palavras, que se tornaram "americanizadas". Ele escolheu o s sobre o c em palavras como defense, mudou o final re para er em palavras como center, retirou um L em palavras como traveler e, embora tenha mantido isso nas primeiras edições, posteriormente retirou o u de palavras como colour, labour, favour.
Cópias não autorizadas de seus livros e variadas leis de copyright nos 13 estados, levaram Webster a conseguir a elaboração de uma lei federal sobre o assunto em 1790.
Em 1806, Webster publicou o seu primeiro dicionário, A Compendious Dictionary of the English Language. Em 1807, com 43 anos, Webster começou a escrever um dicionário mais amplo e completo, An American Dictionary of the English Language, que levou 27 anos para ser concluído. Para suplementar a documentação etimológica das palavras, Webster se valeu de 26 línguas, inclusive inglês antigo, alemão, grego, latim, italiano, castelhano, francês, hebraico e sânscrito. Webster esperava padronizar a ortoépia americana, em função de as pessoas em diferentes partes do país pronunciarem e usarem palavras de forma diferente. 
Durante o trabalho nesse livro, a família mudou-se em 1812 para Amherst, Massachusetts, onde Webster ajudou a fundar a faculdade local. Em 1822, a família de Webster retornou a New Haven; no ano seguinte, Webster recebeu um doutorado honoris causa em Yale. 
Webster completou seu dicionário durante uma viagem ao exterior em 1825, quando foi a Paris e à Universidade de Cambridge. Seu livro continha 70 000 palavras, das quais 20 000 jamais haviam aparecido em dicionários antes. Como realizador de uma reforma ortográfica, Webster acreditava que as regras de ortografia da língua inglesa eram desnecessariamente complexas, de modo que seu dicionário introduziu as grafias típicas do inglês americano, substituindo "colour" por "color" e "wagon" por "waggon", "center" em vez de "centre". Ele também adicionou palavras americanas, como "skunk" e "squash", que jamais estiveram em dicionários ingleses. Aos 70 anos de idade, Webster publicou seu dicionário em 1828. 
Embora agora tenha um lugar destacado na história do inglês americano, o primeiro dicionário de Webster vendeu apenas 2,5 mil exemplares. Ele foi forçado a fazer uma hipoteca de sua casa para poder fazer uma segunda edição: daí em diante sua vida foi permanentemente tomada pelas dívidas. 
Em 1840, a segunda edição foi publicada em dois volumes. Em 28 de maio de 1843, poucos dias após ele ter completado a revisão de um apêndice dessa edição e ainda com muito de seu esforço pelo dicionário sem reconhecimento, Noah Webster faleceu.

## Visão religiosa
Webster era um cristão devoto. Seu livro de ortografia foi baseado na Bíblia. Seu dicionário de 1828 continha grande quantidade de definições bíblicas. Webster considerava a educação inútil sem a Bíblia. Webster dizia ter visto versões em 20 línguas diferentes em cada palavra particular. No prefácio da edição de 1828 do American Dictionary of the English Language, Webster dizia:
| “ | No meu ponto de vista, a religião cristã é a mais importante e uma das primeiras coisas nas quais todas as crianças, sob um governo livre, devem ser instruídas… nenhuma verdade é mais evidente para mim que a religião cristã deve ser a base de qualquer governo que pretenda garantir e assegurar os direitos e privilégios de um povo livre. | ” |

Webster lançou sua própria edição da Bíblia em 1833, denominada Common Version. Ele baseou-se na King James Version (KJV) e consultou versões em grego e hebraico, além de outras versões. Webster adaptou a gramática, substituindo palavras arcaicas e removeu palavras e frases que pudessem ser tomadas como ofensivas.
Todas as edições do dicionário Webster publicadas até 1913, juntamente com a Bíblia de Webster e a Dissertation on the English Language estão em domínio público.

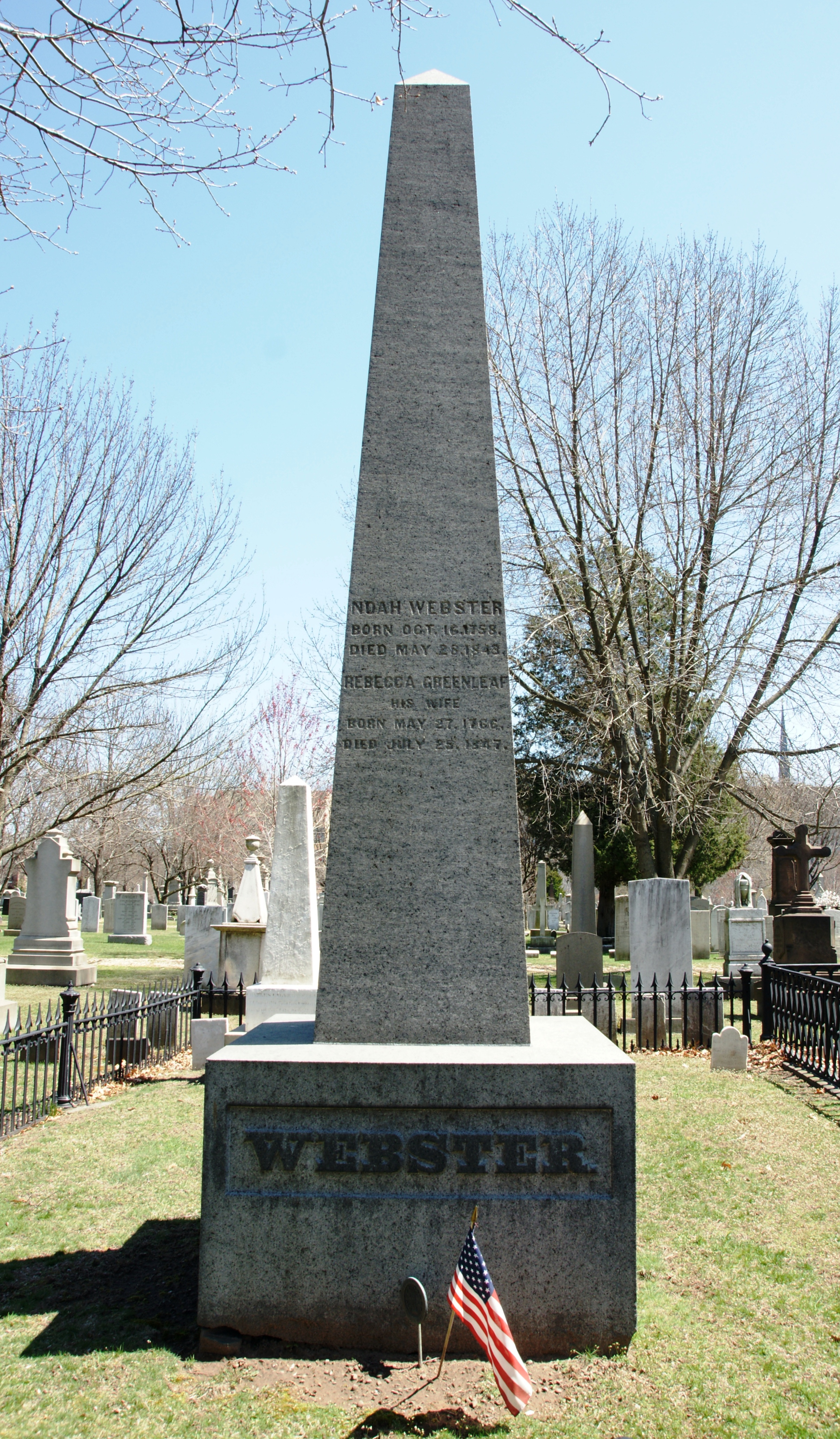
Túmulo de Webster no Grove Street Cemetery em New Haven, Connecticut